# Straßensperre Nauders

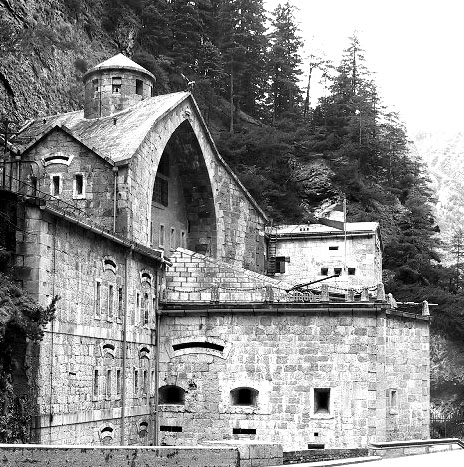
Sperre Nauders von Süden (vom Reschenpass)

Die Straßensperre Nauders, auch Sperre Hochfinstermünz genannt, ist ein Festungsbauwerk zweieinhalb Kilometer nordwestlich der Ortschaft Nauders am Finstermünzpass in Nordtirol. Die Anlage wurde in der Zeit von 1834 bis 1840 an der Stelle einer alten Defensionsmauer errichtet und war das älteste bemannte Festungswerk im Verlauf des Ersten Weltkrieges auf österreichischer Seite.
Die Festung Nauders liegt in einer Schlucht im ausspringenden Radius einer doppelten Kurve und gilt dadurch als praktisch unangreifbar. Es ist die einzige altösterreichische Befestigungsanlage aus der südlichen Sperrkette, welche sich noch auf österreichischem Boden befindet. Das Werk war nicht in Kampfhandlungen verwickelt und ist daher sehr gut erhalten. Heute befindet sich das Museum „Festung Nauders“ im Festungswerk, die Engstelle der vorbeiführenden Straße wird als Finstermünzpass bezeichnet.

## Beschreibung und Geschichte
Das Bauwerk weist eine architektonische Ausgewogenheit auf. Die geografischen Gegebenheiten wurden beim Bau optimal berücksichtigt, indem das Bauwerk regelrecht an den Felsen geschmiegt wurde. Die Anlage sperrte die Straße vom Reschenpass nach Landeck bzw. Vorarlberg und Innsbruck. Die Verteidigungsfähigkeit ist nach zwei Seiten gegeben.
Im nordseitigen Giebel ist die Inschrift zu lesen:
FRANCISCUS I. 1834.
FERDINANDUS I. 1840.
Damit gemeint sind die beiden österreichischen Kaiser Franz I. und Ferdinand I., unter deren Herrschaft der Bau entstand.
Das Bauwerk ist aus Mauerwerk errichtet und wohl nur minder granatsicher. Die in den Felsen hineingebauten Teile galten als absolut bombensicher. Eine direkte Beschießung wäre nicht möglich gewesen. Ein indirekter Beschuss durch Haubitzen von der Straße über die Felsvorsprünge hätte Treffer erzielen können.
Das Werk war für Gewehr und Geschützfeuer eingerichtet und verfügte über einen Kehlgraben mit abwerfbarer Brücke. In die Straße hinein ist ein zweigeschoßiger Kehlkoffer angefügt, der zur Aufnahme der acht Kanonen eingerichtet war.
Erstes Stockwerk: je zwei Einzelkasematten nach jeder Seite.
Zweites Stockwerk: je eine Doppelkasematte nach jeder Seite.
Die Anlage war mit acht 8-cm-Kasemattkanonen M 94 ausgestattet, wovon bei Kriegsbeginn zwei Stück an die Sperre Gomagoi abgegeben wurden.
Der rückwärtige Teil ist hoch aufgeführt und verfügt über stellenweise vier Stockwerke, die alle mit Gewehrscharten versehen sind. Im Inneren befinden sich zweistöckige Mannschaftskasematten sowie Versorgungsräume. Frischwasser brachte der Bach, der unter dem Werk hindurchfließt.

## Besatzung
- Détachements der Landesschützenregimenter Trient Nr.I und Innichen Nr.III
- 1 Reservekompanie des Festungsartilleriebataillons Nr. 4 (Riva del Garda)
- 1 Détachement des Festungsartilleriebataillons Nr. 7 (Malé / Val di Sole)
- 1 Détachement k.k. Standschützen aus Landeck

Zusammen etwa 40 Mann, die in einem Kasernengebäude auf der gegenüberliegenden Straßenseite untergebracht waren. Ob die Sperre dauernd besetzt war, ist nicht bekannt, aber eher unwahrscheinlich.
Die Planung für den Bau erfolgte durch Feldmarschalleutnant Franz von  Scholl, der auch die Festung von Verona und die Festung Franzensfeste konzipiert hatte. Verantwortlicher Ingenieur vom Platze war Generalmajor Georg Eberle, der auch Oberingenieur beim Bau der Bundesfestung Rastatt war.
Nach dem Zweiten Weltkrieg nutzte die französische Besatzungsmacht Nauders als Depot. Das österreichische Bundesheer gab dann 1970 die Liegenschaft als militärisches Objekt endgültig auf, betrieb jedoch in der Nähe weithin Bunkeranlagen und Sperren (Feste Anlagen) während der Raumverteidigungsära.
Heute wird die Festung Nauders vom Museumsverein Nauders betreut, der auch Führungen durchführt.